# Jerycho-3
Jerycho-3 – izraelski strategiczny pocisk balistyczny międzykontynentalnego zasięgu.

## Historia
Program budowy nowego pocisku rakietowego Jerycho-3 o dalekim zasięgu, rozpoczęto w Izraelu przed 2005 rokiem. Uważa się, że około połowy 2005 pierwsze rakiety weszły do użycia, brak jednak informacji na ten temat. Nieznana też jest dokładna ich liczba na stanie armii izraelskiej, jednak szacuje się ją na nie więcej niż 50 sztuk.

## Opis
Brak dokładnych danych technicznych i szczegółowych informacji o sprawności rakiet Jerycho-3, istnieją jednak informacje, że są to rakiety czterostopniowe. Pierwsze trzy człony mają silniki na paliwo stałe, a czwarty człon na paliwo płynne.